# عثمان ویرا
عثمان ویرا (انگلیسی: Ousmane Viera؛ زاده ۲۱ دسامبر ۱۹۸۶) یک بازیکن فوتبال است.
وی همچنین در تیم‌های ملی فوتبال ساحل عاج ساحل عاج بازی کرده‌است.